# NBA 2K22
NBA 2K22 — это баскетбольный спортивный симулятор, разработанный Visual Concepts и изданный 2K Sports, основанный на Национальной баскетбольной ассоциации (НБА). Это 23-я игра в серии NBA 2K. Игра была выпущена 10 сентября 2021 года для Microsoft Windows, Nintendo Switch, PlayStation 4, PlayStation 5, Xbox One, Xbox Series X/S и Apple Arcade. 

## Обложка игры
Впервые в серии в игре представлены шесть разных спортсменов на обложке: в стандартном издании и издании текущего поколения - Лука Дончич из «Даллас Маверикс», в издании в честь 75-летия НБА - Карим Абдул-Джаббар из Лос-Анджелес Лейкерс, Дирк Новицки (также из «Маверикс») и Кевин Дюрант из «Бруклин Нетс». В специальном издании в честь 25-летия женской НБА представлена Кэндис Паркер из «Чикаго Скай». На японской версии издания изображён Руй Хатимура из команды «Вашингтон Уизардс». Паркер стала первым игроком ЖНБА, попавшей на обложку серии NBA 2K.

## Рецензии
NBA 2K22 получила "смешанные или средние" отзывы, согласно агрегатору рецензий Metacritic.
| Сводный рейтинг       | Сводный рейтинг            |
| Агрегатор             | Оценка                     |
| --------------------- | -------------------------- |
| Metacritic            | (PS5) 77/100 (XSXS) 75/100 |
| Иноязычные издания    |                            |
| Издание               | Оценка                     |
| Hardcore Gamer        | 4/5                        |
| IGN                   | 7/10                       |
| Nintendo Life         | [ 8 ]                      |
| Nintendo World Report | 7/10                       |
| Push Square           | [ 10 ]                     |
| Shacknews             | 6/10                       |